# Gregory Macalister Mathews
Gregory Macalister Mathews ( 10 de septiembre de 1876 - 27 de marzo de 1949 ) fue un ornitólogo australiano.
Mathews hizo su fortuna en las porciones mineras, y se radicó en Inglaterra alrededor de 1900. Escribió The Birds of Australia, Los Pájaros de Australia (doce volúmenes, 1910-1927), asistido por Tom Iredale. Donó su biblioteca ornitológica a la Biblioteca Nacional de Australia en 1940.

## Algunas publicaciones
Mathews contribuyó con numerosos artículos a la literatura ornitológica, especialmente a la taxonomía aviaria y su nomenclatura, también fue fundador, editor, y principal contribuyente a la revista científica The Austral Avian Record.
Algunas monografías o extensiones de libros, o coautor, incluyendo:
- 1908. The Handlist of the Birds of Australia. (Se basa en A Handlist of Birds by Bowdler Sharpe)
- 1910 - 1927. The Birds of Australia Witherby: Londres. 12 vols. asistido por Tom Iredale)
- 1912. The Reference List of the Birds of Australia. Novitates Zoologicae, 18 de enero de 1912
- 1913. A List of the Birds of Australia. Witherby: Londres
- 1920. The Name List of the Birds of Australia
- 1921. A Manual of the Birds of Australia. Volume I: Orders Casuarii to Columbae. Witherby: Londres. Con Tom Iredale. Solo un volumen publicado de cuatro proyectados
- 1924. The Check-List of the Birds of Australia. Witherby: Londres. Comprende Suplements 1-3 de The Birds of Australia
- 1925. The Bibliography of the Birds of Australia. Witherby: Londres. Comprende Suplementos 4 y 5 de The Birds of Australia
- 1927. Systema Avium Australasianarum. a Systematic List of the Birds of the Australasian Region. BOU: Londres. 2 vols.
- 1928. The Birds of Norfolk and Lord Howe Islands and the Australian South Polar Quadrant. Witherby: Londrs
- 1931. A List of the Birds of Australasia, Including New Zealand, Lord Howe and Norfolk Islands, and the Australasian Antarctic Quadrant
- 1936. A Supplement to the Birds of Norfolk and Lord Howe Islands to which is Added those Birds of New Zealand not figured by Buller. Witherby: Londres
- 1942. Birds and Books: the Story of the Mathews Ornithological Library. Verity Hewitt Bookshop: Canberra
- 1943. Notes on the Order Procellariiformes. Con Edward Hallstrom
- 1946. A Working List of Australian Birds, including the Australian Quadrant and New Zealand. Shepherd Press: Sydney

## Honores
- Catedrático del British Ornithologists' Club, de 1935 a 1938[1]
- Hecho CBE en 1939 por sus servicios a la ornitología[2]

- 1939, electo miembro de la Royal Australasian Ornithologists Union Fellows de la Royal Australasian Ornithologists Union, y su presidente de 1946 a 1947

## Abreviatura (zoología)
La abreviatura Mathews  se emplea para indicar a Gregory Macalister Mathews como autoridad en la descripción y taxonomía en zoología.